# Abelardo L. Rodríguez (Morelos)
Abelardo L. Rodríguez es una localidad del estado mexicano de Morelos. Es parte del municipio de Ayala.

## Toponimia
El nombre de la localidad rinde homenaje a Abelardo L. Rodríguez, presidente de México de 1932 a 1934.

## Demografía
| Gráfica de evolución demográfica |
|                                  |

| Censo | Población |
| ----- | --------- |
| 1960  | 456       |
| 1970  | 740       |
| 1980  | 1034      |
| 1990  | 1639      |
| 2000  | 1802      |
| 2010  | 1948      |
| 2020  | 2072      |